# 盧文勳
盧文勳（1551年—？），字堯卿，號三瞻，直隸常州府無錫縣人，民籍，明朝政治人物。

## 生平
萬曆七年（1579年）己卯科應天府鄉試第十五名，萬曆八年（1580年）庚辰科會試第五十八名，登二甲第三十二名進士。大理寺觀政，次年授祁州知州，丁憂归乡。十四年复除郴州，十七年升南京户部员外郎。

## 家族
曾祖盧憲；祖父盧成禮；父盧果，庠生。母趙氏。